# Pakobra australská
Pakobra australská (Pseudechis australis), ve své domovině zvaná mulga snake či king brown snake, je jedovatý had z čeledi korálovcovitých, který žije na většině území Austrálie; je považován za nejběžnějšího hada tohoto kontinentu. Zároveň je to největší australský jedovatý had a řadí se mezi desítku největších jedovatých hadů světa. Může dosahovat délky až okolo 3 metrů a vážit více než 6 kg. Žije v různých typech prostředí od tropických lesů, přes savany a křovinaté krajiny až po pouště. Živí se především plazy (včetně jedovatých hadů), žábami, ptáky, malými savci a pavouky. Jeho uštknutí je pro člověka nebezpečné, ale jen zřídka smrtelné. Mezinárodní svaz ochrany přírody hodnotí tohoto plaza jako málo dotčený druh. Nejzásadnější hrozbu pro něj představuje šíření invazní ropuchy obrovské, která je pro něj při požití toxická.

## Taxonomie
Pakobru australskou popsal pod názvem Naja australis John Edward Gray v roce 1842. Zařadil ji tedy do rodu Naja, čili mezi kobry. Druh byl ještě v 19. století přeřazen do rodu Pseudechis (anglicky black snakes, česky „pakobra“) a dlouho byl považován za taxonomicky v zásadě „vyřešený“. Koncem 20. století nicméně přišel herpetolog Raymond Hoser, publikující mimo hlavní vědecký proud, s tím, že existuje několik dalších druhů, které dle něj patří do druhového komplexu s pakobrou australskou. Tyto druhy se nazývají obvykle pygmy mulga snakes (pakobra australská se anglicky nazývá mulga snake nebo king brown snake) a žijí v severní Austrálii a na Nové Guineji. Většina vědců tuto tezi odmítla, nicméně následné genetické zkoumání v zásadě potvrdilo platnost teorie, avšak zatím nedoporučuje pro tuto vnitrodruhovou skupinu hadů, tvořenou nejméně pěti ale spíše až deseti druhy, vytvářet nomenklaturu.

## Popis
Pakobra australská je mohutný had, v průměru největší ze všech australských jedovatých druhů (přibližně stejně velký, ale při stejné velikosti těžší než taipan velký). Obvyklá délka dospělých jedinců se pohybuje okolo 200 cm, ale výjimečné exempláře mohou přesahovat i 3 metry. Největší zaznamenaný kus měřil 3,3 metru. Hmotnost 2 až 2,5 metru dlouhých pakober dosahuje 3 až 6 kg. Hlava je poměrně mohutná, oproti ní jsou oči spíše menší. Šupiny mají dvoubarevný nádech. Na bocích a hřbetě má vnitřek šupin hnědou, hnědo-červenou, měděnou nebo hnědo-černou barvu, zatímco okraje jsou bílo-žluté či zeleno-žluté. Zbarvení šupin však směrem do spodní části těla světlá. Břicho je krémové či narůžovělé. Ocas je celý relativně tmavý, vrchní část hlavy též. Zbarvení se rovněž liší na základě geografického rozšíření, jižní exempláře bývají tmavší než severní. Jedové zuby měří asi 6,5 mm.

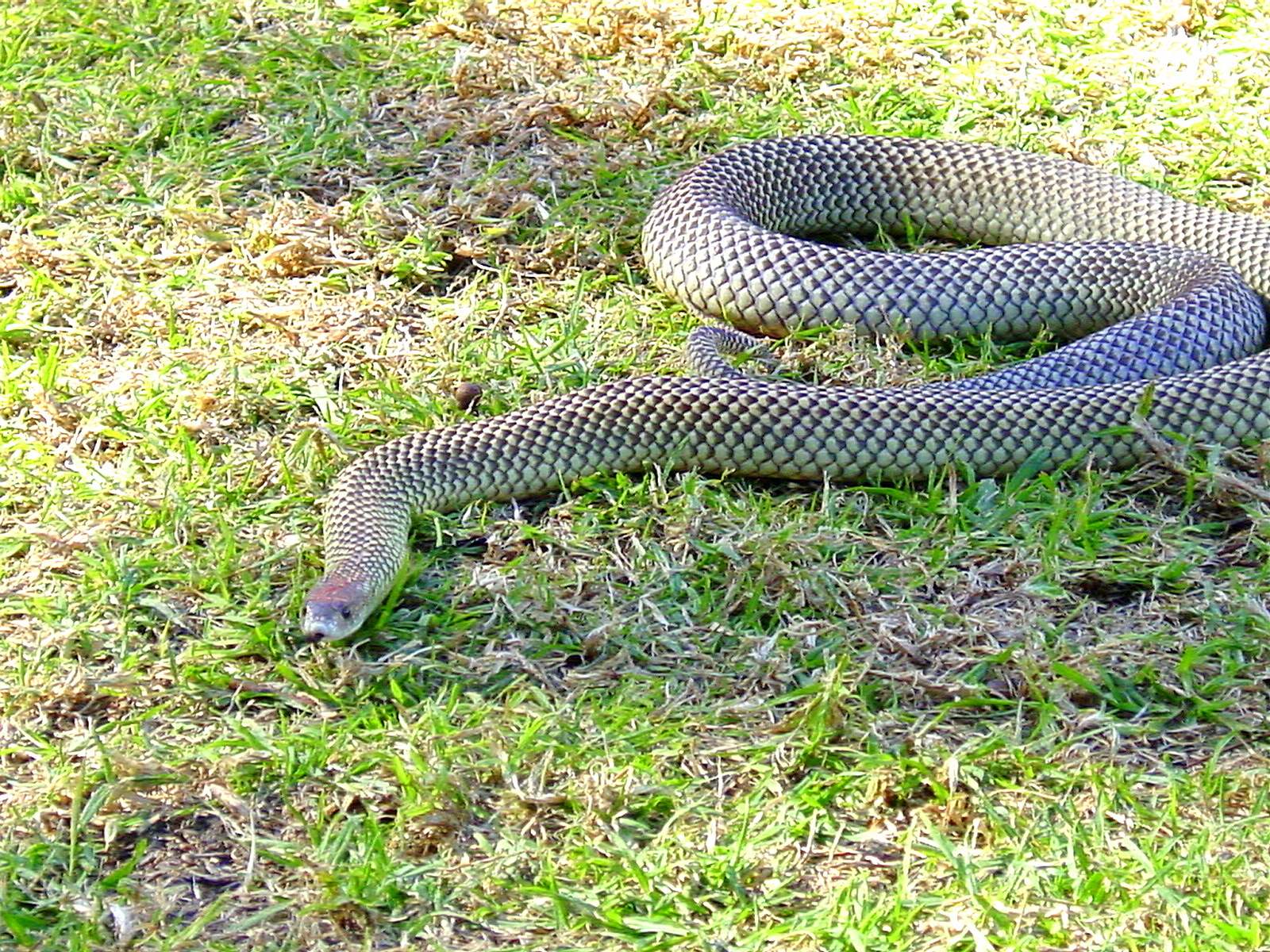
Pakobra australská

## Výskyt
Pakobra australská je nejrozšířenější jedovatý had Austrálie. Žije na většině tohoto světadílu, kromě nejjižnějších částí a některých oblastí východu. Tasmánii rovněž neobývá. V Queenslandu jeho početnost klesá. Malé formy tohoto hada se vyskytují i na Nové Guineji, ale jejich taxonomické zařazení je stále nejisté.

## Biologie, chování

### Biotop
Pakobra australská je vysoce adaptabilní druh hada, který obývá různorodé biotopy, počínaje tropickými lesy různých typů, přes savany, křovinaté krajiny až po pouštní či naopak záplavové oblasti. Nevadí mu ani krajina silně pozměněná člověkem, například pšeničná pole. Obecně se na přítomnost lidí dobře adaptoval a bez větších problémů dokáže žít v jejich blízkosti. Jeho anglický název mulga snake znamená, že se často vyskytuje v krajině, kde je hlavním stromem mulga (Acacia aneura). Jako svůj úkryt využívá opuštěná doupata a nory, praskliny ve skalách, dutiny pod balvany, díry v hlíně, nahromaděné dřevo atd.
V jižních oblastech výskytu bývá aktivní spíše ve dne, v severních oblastech naopak spíš v noci.

### Potrava
Za potravu slouží pakobře široká škála malých živočichů, především ptáci, savci, obojživelníci, plazi a rozliční bezobratlí (pavouci). Napadá a požírá mnohé jedovaté hady, např. pakobry ozdobné, páskované či taipany. Loví i krajty (Aspidites ramsayi). Je o ní známo, že je imunní vůči jedu různých hadů, včetně jedinců svého vlastního druhu, což je jeden z důvodů, proč má i kanibalistické sklony. Kromě živé kořisti požírá vejce ptáků a plazů a mršiny.

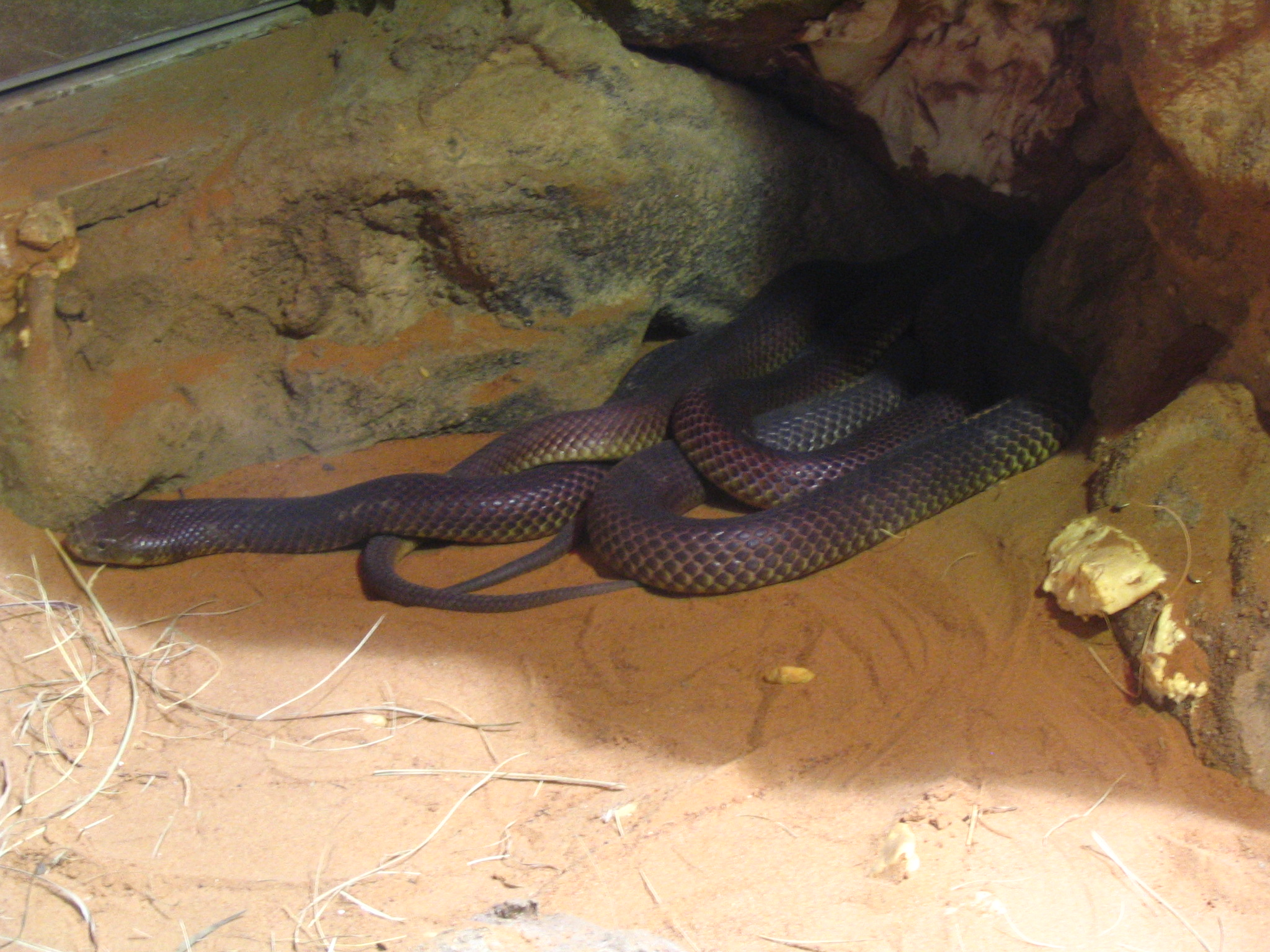
Pakobra australská v zajetí

### Rozmnožování
K rozmnožování dochází nejčastěji začátkem jara (v severních oblastech zřejmě na ročním období nezáleží). Samci se angažují v rituálních soubojích, kdy se vzájemně propleteni a s hlavou vztyčenou snaží jeden druhého přetlačit a přitisknout na zem. Vítězný samec se následně spáří se samicí. Ta po 39 až 42 dnech březosti naklade vejce a dále se o snůšku nestará. Počet vajec se pohybuje od 4 do 19 (20), přičemž průměrný počet je 9. Čím je samice delší, tím větší je snůška. Mláďata se líhnou po 70 až 100 dnech. Měří asi 25 cm a jsou plně samostatná.

### Predace, paraziti, hrozby
Dospělí jedinci pakober australských téměř nemají přirozené nepřátele. Mladé exempláře se mohou stát kořistí jiných hadů včetně jedinců vlastního druhu a dravých ptáků.
Jako parazité byly zaznamenány různé hlístice, u starších jedinců bývají na těla přichycena početná klíšťata.
Hlavní hrozbou pro pakobry je invazní druh žáby jménem ropucha obrovská. Ta byla do australského státu Queensland dovezena v roce 1935 a od té doby se nekontrolovaně šíří. Požití této toxiny produkující ropuchy má fatální důsledky pro mnoho druhů hadů a ještěrů. Předpokládá se, že právě tyto ropuchy stojí za výrazným úbytkem pakober z oblasti Queenslandu. Pakobra australská zahyne téměř pokaždé, když ropuchu pozře. Při pokusech v laboratoři bylo použito 11 těchto hadů, 8 na ropuchu zaútočilo, 7 ji sežralo a 6 následně uhynulo. Podobné "skóre" vykazovala i pakobra ozdobná či krajta skvrnitá. Jediní testovaní hadi, kteří ropuchy konzumovali ve větším množství a zároveň byli vůči jejich jedu imunní, byla užovka druhu Stegonotus cucullatus a pakobra druhu Demansia vestigiata.

## Jed
Jed pakobry australské je v databázi více než 260 jedovatých hadů 48. nejsilnější. Je-li aplikovaný intravenózně, jeho hodnota LD50 dosahuje 0,23 mg/kg (myší váhy). To odpovídá asi 1,91 až 2,38 mg/kg LD 50 aplikovaným pod kůži. Jedové váčky obsahují 1500 miligramů jedu, což je absolutně nejvyšší hodnota mezi všemi jedovatými hady. Pakobra australská tak disponuje poměrně účinným jedem, jehož má obrovskou zásobu.
Pokud pakobra zaútočí, činí tak velmi zuřivě. Snaží se zakousnout co nejvíce a vstříknout velké množství jedu. Jed obsahuje zvláště myotoxiny a cytotoxiny – rozkládá červené krvinky, narušuje buněčnou strukturu a především poškozuje svaly. Má i mírně neurotoxické účinky. Úmrtí na uštknutí jsou nicméně velmi vzácná.

## Vztah s lidmi
Domorodí Austrálci tento druh hada běžně konzumují, na některých místech severní Austrálie je považován za důležitý zdroj masa.
Pakobra australská je jedním z mála hadů, u nichž bylo zjištěno, že útočí v noci na spící lidi bez zjevného důvodu (další je například bungar modravý).